# William Butcher
William Butcher, né le 22 octobre 1951, est un vernien américain.

## Biographie
William Butcher étudie à l'université de Londres et à l'École normale supérieure.
Ancien maître de conférences à l’École nationale d'administration et professeur à l’université de Hong Kong, il se consacre à la gestion d'une entreprise hongkongaise de restauration immobilière et à la recherche littéraire indépendante.

## Œuvres
On lui doit de nombreux articles sur Jules Verne, des traductions et un appareil critique important autour des œuvres de l'auteur ainsi que les ouvrages suivants : 
- Verne’s Journey to the Centre of the Self, Macmillan et St Martin's Press, 1990
- Mississippi Madness, par Nicholas Francis et William Butcher, Oxford Illustrated Press and Sheradin House, 1990
- Journey to the Centre of the Earth, Oxford University Press, édition présentée, annotée et traduite par William Butcher, 1992
- Around the World in Eighty Days, Oxford University Press, édition présentée, annotée et traduite par William Butcher, 1995
- Jules Verne: The Definitive Biography, Thunder's Mouth Press, 2006
- Lighthouse at the End of the World, University of Nebraska Press, édition présentée, annotée et traduite par William Butcher, 2007
- Salon de 1857, Acadien, édition présentée, établie et annotée par William Butcher, 2008
- Le Tour du monde en quatre-vingts jours, Gallimard, Folio classique, édition présentée, établie et annotée par William Butcher, 2009
- Joyous Miseries of Three Travellers in Scandinavia, Acadian, édition présentée, annotée et traduite par William Butcher, 2011
- Voyage au centre de la terre, Gallimard, Folio classique, édition présentée, établie et annotée par William Butcher, 2014
- Jules Verne inédit. Les manuscrits déchiffrés, ENS Éditions et Institut d'histoire du livre, coll. « Métamorphoses du livre », 2015
- Twenty Thousand Leagues under the Seas, Oxford University Press, édition présentée, annotée et traduite par William Butcher, 2019
- Cinq semaines en ballon, Gallimard, Folio classique, édition présentée, établie et annotée par William Butcher, 2020
- Jules Verne: The Biogaphy, lu par Simon Vance, Oasis Audio, 2020
- Jules Verne : Souvenirs personnels, par Raymond Ducrest, édition présentée, établie et annotée par William Butcher, Editions Paganel, 2021